# Pointe de la Fournache
La pointe de la Fournache, ou pointe Maurice Gignoux,, est un sommet culminant à 3 642 m d'altitude. Il est situé dans le parc de la Vanoise, en Savoie, au nord d'Aussois et au sud-ouest de la dent Parrachée, dont il est séparé par une courte arête (neigeuse en hiver).
Il s'agit d'un anticlinal constitué de calcaires lités sombres du Lias sur un socle métamorphique constitué de gneiss, micaschistes et ophiolites ; son versant sud-ouest est très raide.